# Finnobäcken
Finnobäcken (även Finnå, på finska Finnoonoja) är en cirka nio kilometer lång bäck i Esbo i Finland. Finnobäcken har även tidigare varit segelbar. Den nuförtiden anspråkslösa bäcken var en gång en viktig vattenled från Finno gård till havet.
Finnobäcken har givit namn åt stadsdelen Finno.